# Monika Bittl

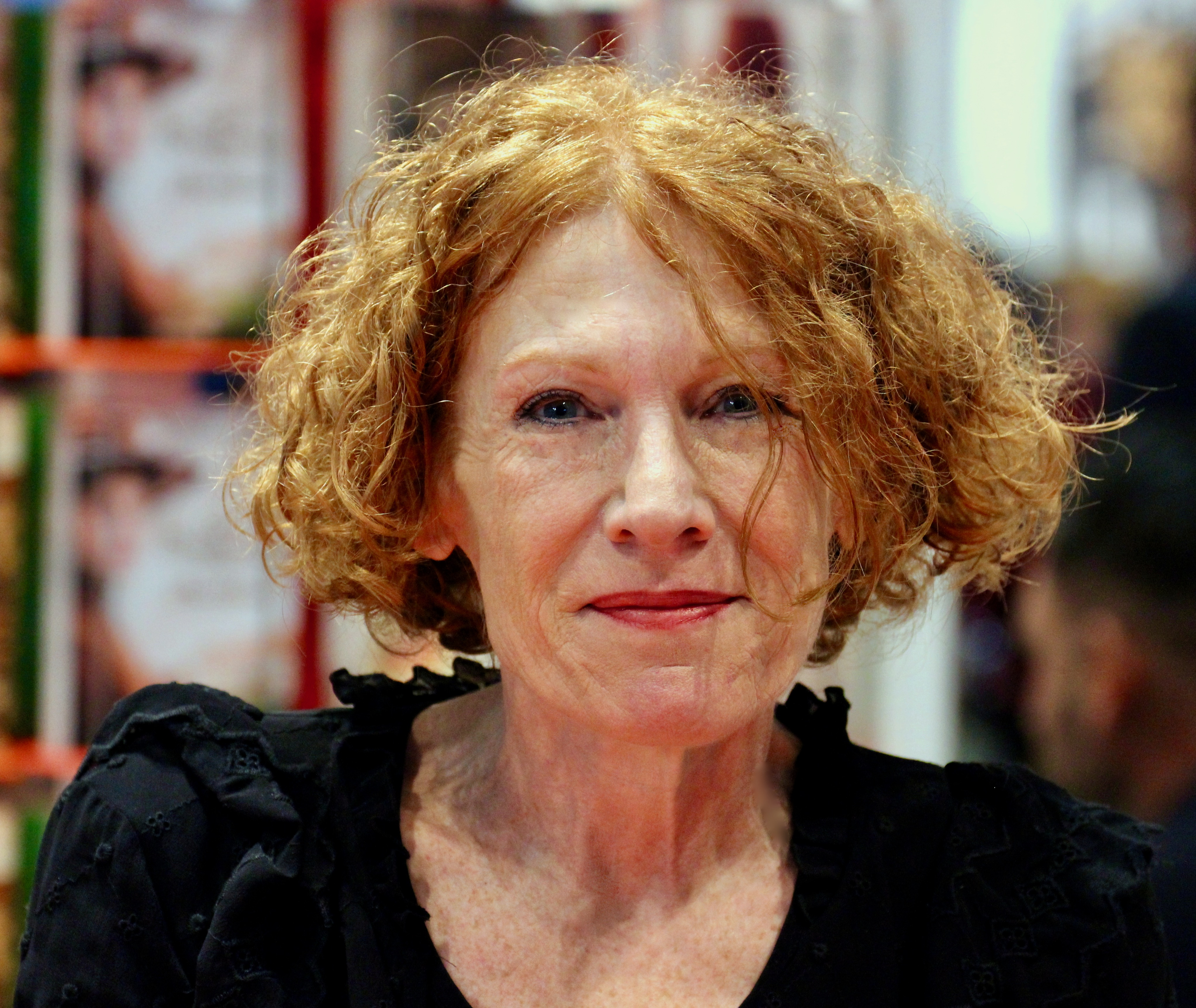
Monika Bittl (2018)

Monika Bittl (* 9. Januar 1963 in Beilngries; † 28. Oktober 2022) war eine deutsche Autorin.

## Leben
Monika Bittl absolvierte 1982 bis 1984 ein Tageszeitungsvolontariat, lebte zwei Jahre in Sizilien und studierte von 1986 bis 1992 Germanistik und Psychologie an der Ludwig-Maximilians-Universität München mit einem Abschluss als Magister Artium. 1993/94 erhielt sie ein Stipendium der Filmhochschule München (HFF) (Drehbuchwerkstatt); ab 1993 lebte sie als freie Autorin in München. 2011 wurde sie zur Münchner Turmschreiberin ernannt. 2014 wurde sie als erste Frau zum „Autor der Freiheit“ der Friedrich-Naumann-Stiftung gewählt. Als „enorm vielseitige Autorin“ (Süddeutsche Zeitung) arbeitete Bittl in verschiedenen Bereichen sehr erfolgreich: Sie schrieb Drehbücher, narrative Sachbücher, Romane, Essays, journalistische Artikel und unterrichtete kreatives Schreiben an der HFF München und am Institut „Jugend Film Fernsehen“.
Als Drehbuchautorin war sie auf bayerische Stoffe und Themen spezialisiert. In ihren ersten fünf Romanen beschrieb sie häufig historische Frauen. Im narrativen Sachbuch erstellte sie tragikomische Bestandsaufnahmen der heutigen Lebenswirklichkeit von Frauen. Sie arbeitete auch als Journalistin, unter anderem für die Süddeutsche Zeitung und den Focus. Bis 2016 schrieb sie Essays unter anderem für NovoArgumente.
Mit Man muss auch mal loslassen können legte Bittl im September 2018 eine britisch-schwarze Komödie vor, die hoch gelobt und vom Buchjournal als „rasant, klug und urkomisch“ bezeichnet wurde.
Ich hatte mich jünger in Erinnerung – Lesebotox für die Frau ab 40 stand 2016 27 Wochen auf Platz eins der Spiegel-Bestsellerliste Paperback. Insgesamt stand es zwei Jahre auf der Spiegel-Bestsellerliste und avancierte damit zu einem deutschen Megabestseller. Es wurde unter anderem ins Chinesische, Russische und Niederländische übersetzt. Ich will so bleiben wie ich war – Glücks-Push-up für die Frau ab 40 stieg 2017 drei Tage nach Erscheinen auf die Bestsellerliste Spiegel-Paperback ein und wurde ebenfalls ein Bestseller. Auch die Folgetitel Ohne meinen Mann wär ich glücklich verheiratet – Lesewellness für die Frau mit Anhang sowie Frauen lügen nie und werden höchstens 39 – Down-Aging für Anfängerinnen stiegen kurz nach dem Erscheinen im August 2018 und Dezember 2019 in die Spiegel-Bestsellerliste Sachbuch ein. Auch Bittls Romane Man muss auch mal loslassen können und Man sollte öfter mal ausmisten erreichten kurz nach dem Erscheinen die Spiegel-Bestsellerliste.
Seit Ich hatte mich jünger in Erinnerung ist auf jedem Cover ein Huhn abgebildet.
Monika Bittl war verheiratet. Sie starb Ende Oktober 2022 im Alter von 59 Jahren und hinterließ einen Sohn.

## Werke

### Romane
- Irrwetter, Roman, Knaur TB, München 2008, ISBN 978-3-426-63543-8.
- Bergwehen, Roman, Knaur TB, München 2010, ISBN 978-3-426-19801-8. Vorlage für den ZDF-Film Die Hebamme – Auf Leben und Tod.
- Freiwild, Roman, Droemer HC, München 2012, ISBN 978-3-426-19932-9.
- Die Expedition, Roman, Droemer TB, München 2015, ISBN 978-3-426-19802-5.
- Das Fossil, Roman, Droemer TB, München 2016, ISBN 978-3-426-19976-3.
- Man muss auch mal loslassen können, Roman, Knaur TB, München 2018, ISBN 978-3-426-52323-0.
- Man sollte öfter mal ausmisten, Roman, Knaur TB, München 2021, ISBN 978-3-426-52567-8.

### Drehbücher
- Sau sticht, Heimatdrama, ZDF, 1995.
- Pumuckls Abenteuer, 5 Folgen, BR, 1999.
- Heimlichkeiten, Komödie, BR 1997.
- Lindenstraße. 9 Folgen, WDR, 1999/2000.

### Narrative Sachbücher
- Alleinerziehend mit Mann, zusammen mit Silke Neumayer, Knaur TB, München 2012, ISBN 978-3-426-78477-8.
- Muttitasking, zusammen mit Silke Neumayer, Knaur TB, München 2013, ISBN 978-3-426-78539-3.
- Der Brei und das Nichts, zusammen mit Silke Neumayer, Knaur TB, München 2014, ISBN 978-3-426-78669-7.
- Ich hatte mich jünger in Erinnerung – Lesebotox für die Frau ab 40, zusammen mit Silke Neumayer, München 2016, ISBN 978-3-426-78763-2.
- Ich will so bleiben wie ich war – Glücks-Push-up für die Frau ab 40,  Knaur TB, München 2017, ISBN 978-3-426-78892-9.
- Ohne meinen Mann wär ich glücklich verheiratet – Lesewellness für die Frau mit Anhang, Knaur TB, München 2018, ISBN 978-3-426-78965-0.
- Frauen lügen nie und werden höchstens 39 – Down-Aging für Anfängerinnen, Knaur TB, München 2019, ISBN 978-3-426-79067-0.
- Jünger wären mir die Alten lieber – Lese-Booster für Frauen, deren Eltern in die Jahre kommen, Knaur TB, München 2021, ISBN 978-3-426-79117-2.